# Philip Johnson (aviron)
Philip Anthony Johnson, né le 16 novembre 1940 à Washington (district de Columbia), est un rameur d'aviron américain. 

## Carrière
Philip Johnson participe aux Jeux olympiques d'été de 1968 à Mexico et remporte la médaille d'argent en deux sans barreur avec son coéquipiers Lawrence Hough.